# Cleippides tricuspis
Cleippides tricuspis is een vlokreeftensoort uit de familie van de Calliopiidae. De wetenschappelijke naam van de soort is voor het eerst geldig gepubliceerd in 1846 door Kroyer.